# Abbé Pierre

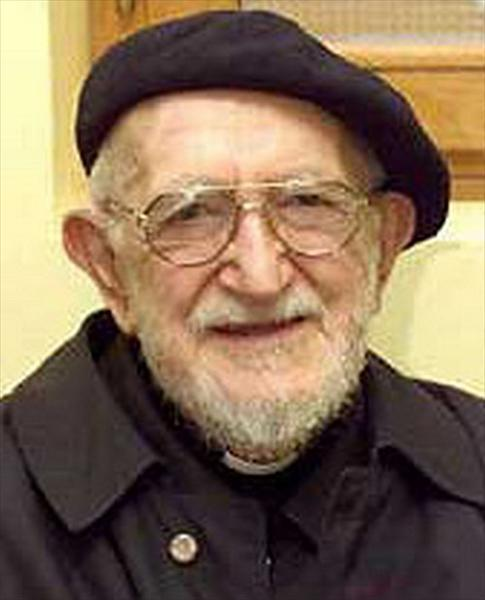
Abbé Pierre (2005)

Abbé Pierre (bürgerlich Henri Antoine Grouès; * 5. August 1912 in Lyon; † 22. Januar 2007 in Paris) war ein französischer römisch-katholischer Priester, der die Wohltätigkeitsorganisation Emmaus (französisch Emmaüs) gründete. Sein Pseudonym Abbé Pierre stammt aus jener Zeit des Zweiten Weltkrieges, als er der französischen Résistance angehörte und jüdischen Flüchtlingen half. Vom Beginn dieser Umfragen 1988 bis 2004 wurde er ununterbrochen 17-mal zum beliebtesten Franzosen gewählt, bis er auf eigenen Wunsch nicht mehr in dieser Liste aufgeführt wurde. 2024 wurde öffentlich bekannt, dass er jahrzehntelang sexuelle Übergriffe gegen Mädchen und Frauen begangen hatte.

## Leben
Abbé Pierre stammte aus einer wohlhabenden Unternehmerfamilie. Er war das fünfte Kind eines reichen Seidenfabrikanten und besuchte ein von Jesuiten geleitetes Gymnasium in Lyon. In dieser Umgebung entschied er sich, Priester zu werden. Sein Vater engagierte sich philanthropisch für die Armen. Das Kind Henri erlebte, wie sein wohlhabender Vater in der Freizeit Obdachlosen die Haare schnitt sowie Bedürftigen Essen und Kleidung besorgte. In seiner Wahl des Priesterberufs bestärkte ihn ein Besuch in Assisi. Mit 20 Jahren trat er in den Kapuzinerorden ein, verteilte das Erbe des Vaters an die Armen und wurde 1938 zum Priester geweiht; bald danach verließ er den Orden und wurden in die Diözese Grenoble inkardiniert. Zwischen 1942 und 1945 verhalf er Juden und politisch Verfolgten zur Flucht in die Schweiz, indem er Papiere fälschte und Widerstand gegen die deutsche Besatzungsarmee leistete. 1949 gründete er in Neuilly-sur-Seine die Organisation Emmaus, die armen und obdachlosen Menschen hilft. Im selben Jahr kaufte er vor den Toren von Paris ein Haus, das er obdachlosen Familien zur Verfügung stellte.
Nach der Befreiung Frankreichs gehörte Abbé Pierre der Verfassunggebenden Versammlung an. Von 1946 bis 1951 vertrat er in der ersten Nationalversammlung als unabhängiger Abgeordneter das Département Meurthe-et-Moselle. Bis 1950 saß er in der Fraktion des christdemokratischen Mouvement républicain populaire (MRP).
Im Winter 1953/54 wurde Frankreich von einer Kältewelle heimgesucht, bei der viele Menschen starben. Abbé Pierre appellierte über Radio Luxemburg an alle Franzosen, den Obdachlosen im Lande zu helfen. Er löste damit eine landesweite Hilfswelle aus; tausende Menschen, darunter Persönlichkeiten wie Charles de Gaulle und Charlie Chaplin, spendeten und halfen. Zudem wurde ein staatliches Wohnungsbauprogramm in Höhe von mehreren Milliarden Francs in Gang gesetzt. Seine Initiative fand darüber hinaus Eingang in die französischen Schulbücher.
Abbé Pierre starb am 22. Januar 2007 in dem Pariser Krankenhaus Val-de-Grâce im Alter von 94 Jahren an den Folgen einer Lungenentzündung. Mit einer nationalen Trauerfeier in der Pariser Kathedrale Notre-Dame nahmen tausende Trauernde von ihm Abschied, darunter fast das gesamte Regierungskabinett sowie hochrangige Geistliche anderer Religionen. Staatspräsident Jacques Chirac bezeichnete ihn als „Frankreichs Gewissen und  Inkarnation der Güte“. Seine letzte Ruhestätte fand Abbé Pierre in der normannischen Gemeinde Esteville.

### Emmaus
Die Wohltätigkeitsorganisation Emmaus ist als Stiftung in mittlerweile 43 weiteren Ländern vertreten. Sie beschäftigt 1.400 Angestellte und 10.000 ehrenamtliche Helfer. Menschen, die nicht mehr am Arbeitsmarkt unterkommen, finden eine mit dem Mindestlohn bezahlte Arbeit in der Reparatur und dem Wiederverkauf von defekten Haushaltsgegenständen. Bedürftige erhalten die Einrichtungsgegenstände kostenlos. Das humanitäre Engagement von Emmaus erstreckt sich vom Aufbau von Schulen in Afrika über den Kampf für die Rechte von Straßenkindern in Südamerika bis hin zum Widerstand gegen den Frauenhandel in Bosnien. Der Handel mit Altwaren wird mit 118 Mio. Euro jährlichem Eigenumsatz angegeben. Dazu kommen Spenden und Subventionen in mindestens ebensolcher Höhe.

### Politische Stellungnahmen
In den 1960er-Jahren warb Abbé Pierre um Verständnis für die Kriegsdienstverweigerer der französischen Kolonialkriege. 1984 stellte er sich auf die Seite der Hausbesetzer. Im Bosnienkrieg bereiste er 1995 die belagerte bosnische Hauptstadt Sarajevo. Er plädierte daraufhin für einen NATO-Einsatz gegen das traditionell mit Frankreich verbündete Serbien mit der Begründung: „Feigheit ist schlimmer als Gewalt“. Er kümmerte sich um AIDS-Kranke.
Auf große Kritik stieß Abbé Pierres Zustimmung zu Roger Garaudys revisionistischem Buch Die Gründungsmythen der israelischen Politik. Garaudy wurde deswegen 1998 wegen Holocaustleugnung zu einer hohen Geldstrafe verurteilt. Abbé Pierre distanzierte sich vom Inhalt des Buches und gab an, es nicht gelesen zu haben. Im September 1996 distanzierte er sich auf der CD Le Grand Pardon („Das große Pardon“) endgültig von seinen umstrittenen Äußerungen zum Holocaust und plädierte für ein „planetarisches Bewusstsein ohne alle Nationalismen“.

### Theologische Stellungnahmen
Grundsätzlich unterstützte er Befreiungstheologen. Abbé Pierre hinterfragte den Pflichtzölibat in der römisch-katholischen Kirche und befürwortete das Frauenpriestertum. Er lehnte das kirchliche Kondomverbot ab und plädierte für eine liberale Haltung bei der Empfängnisverhütung. Außerdem sollten homosexuelle Paare Kinder adoptieren dürfen. Das Papsttum war seiner Ansicht nach zu mächtig; die Ortskirchen sollten sich von der römischen Bevormundung befreien. Dann könne die römisch-katholische Kirche wieder ganz „evangelisch“ werden und eine Versöhnung der Christen wäre möglich. 2005 deutete er in seiner Autobiographie Mon Dieu, pourquoi? flüchtige sexuelle Begegnungen an.

### Postume Enthüllung sexueller Übergriffe
Ab Juli 2024 wurden Anschuldigungen gegen Abbé Pierre bekannt, er habe sich sexuell übergriffig gegenüber mehreren Frauen verhalten. Entsprechende Aussagen von sieben Frauen, davon einer, die zum Zeitpunkt eines Teils der mutmaßlichen Übergriffe gegen sie minderjährig war, wurden auf Veranlassung der internationalen und der französischen Emmaus-Gemeinschaft sowie der Abbé-Pierre-Stiftung von Experten geprüft. Am 6. September 2024 veröffentlichte die Abbé-Pierre-Stiftung den Bericht der Expertenkommission, mit Zitaten aus den Aussagen der Frauen und mit Dokumenten aus den Jahren von 1956 bis 2024. Demzufolge war Abbé Pierre bis 2005 gegenüber Angestellten, Freiwilligen und Ehrenamtlichen der Emmaus-Organisationen sowie jungen Frauen aus seinem privaten Umfeld sexuell übergriffig geworden. So werden ihm wiederholte Äußerungen mit sexuellem Bezug und unerwünschte Berührungen vorgeworfen.
Die Emmaus-Bewegung zeigte sich in einer Stellungnahme davon schockiert und rief eventuelle weitere Betroffene und Zeugen dazu auf, sich an sie zu wenden. Die Organisation richtete hierfür eine Hotline ein und bot auch Begleitung an. Die Französische Bischofskonferenz (CEF) äußerte in einer kurzen Mitteilung ihr tiefes Mitgefühl mit den Opfern.
In Folge wurde einer breiteren Öffentlichkeit bekannt, dass sowohl die Kirche – darunter auch Bischöfe in Frankreich, wie Mitte September 2024 der Vorsitzende der CEF, Éric de Moulins-Beaufort, einräumte – als auch die Organisation Emmaus bereits seit Mitte der 1950er Jahre über Abbé Pierres sexuelle Übergriffe und einschlägiges Fehlverhalten informiert waren. 1955 hatten sich Amerikanerinnen bei einer von ihm unternommenen USA-Reise über ihn beschwert; die Vorwürfe wurden von den amerikanischen Organisatoren seiner Reise an die Kirchenhierarchie in Chicago weitergeleitet. 1957 ließ sich Abbé Pierre auf Betreiben der Kirchenleitung und der Emmaus-Gemeinschaft in eine psychiatrische Klinik in der Schweiz einweisen, was seine Biografin Axelle Brodiez-Dolino, Historikerin beim CNRS, bereits 2009 als Reaktion auf einen „Sexskandal“ interpretierte. 1958 riet der Erzbischof von Paris, Maurice Feltin, dem Minister für den öffentlichen Dienst, Edmond Michelet, schriftlich davon ab, Abbé Pierre eine Auszeichnung zukommen zu lassen. Es sei, so Feltin unter Hinweis auf dessen psychiatrische Behandlung und die „unleidlichen Umstände“, „besser, nicht von diesem Abbé zu reden“.
Bei Aufenthalten Abbé Pierres in der kanadischen Provinz Québec 1959 und erneut 1963 kam es ebenfalls zu Vorwürfen, bei denen auch die Polizei eingeschaltet wurde. 1963 musste er deshalb Kanada vorzeitig verlassen. Er wies in privater Korrespondenz Vorwürfe sexueller Übergriffe schriftlich zurück und versuchte, deren Weitergabe durch Einschüchterung und Drohungen zu verhindern.
Nachdem am 6. September 2024 ein Bericht mit weiteren Anschuldigungen sexueller Gewalt veröffentlicht worden war, die einen Tatzeitraum zwischen den 1950er und den 2000er Jahren betrafen, erklärte die Fondation Abbé Pierre noch an demselben Tag die Absicht, ihren Namen ändern zu lassen. Die Organisation Emmaus gab bekannt, die Gedenkstätte für Abbé Pierre in Esteville werde dauerhaft geschlossen. Papst Franziskus sagte am 13. September 2024 öffentlich, Abbé Pierre sei ein „fürchterlicher Sünder“ gewesen und der Fall sei „äußerst schmerzlich und heikel“. Auf die Frage, wann der Vatikan von Anschuldigungen sexueller Übergriffe gegen den Priester erfahren habe, antwortete er, dies nicht mit Sicherheit zu wissen. Es sei gewiss nach Abbé Pierres Tod 2007 geschehen, jedoch vor seinem (Franziskus’) Pontifikat. Missbrauchsfälle dürften, so Franziskus, nicht verheimlicht werden.

## Auszeichnungen
- Médaille de la RésistanceAbbé Pierre auf der Rückseite der französischen 2-Euro-Gedenkmünze

Abbé Pierre auf der Rückseite der französischen 2-Euro-Gedenkmünze

- Croix de guerre 1939–1945 mit bronzenen Palmzweigen
- Offizier des Zedernordens
- 1981 Offizier der Ehrenlegion
- 1987 Kommandeur der Ehrenlegion
- 1991 Balzan-Preis für Humanität, Frieden und Brüderlichkeit unter den Völkern
- 1992 Großoffizier der Ehrenlegion – wurde von ihm abgelehnt, aus Protest gegen die unzureichende Unterstützung von Obdachlosen
- 2001 akzeptierte er die Ehrung der Ehrenlegion
- 2004 Großkreuz der Ehrenlegion
- die Banque de France brachte 2012 anlässlich Abbé Pierres 100. Geburtstag eine 2-Euro-Gedenkmünze heraus (siehe Bild)

Mit Stand von Mitte September 2024 waren in Frankreich etwa 150 Straßen und Plätze nach Abbé Pierre benannt, entweder unter Verwendung dieses Namens oder unter derjenigen seines bürgerlichen Namens Henri Grouès.

## Verschiedenes
- Die französische Sängerin Patricia Kaas widmete Grouès den Titel L’abbé caillou von ihrem 2003 erschienenen Album „Sexe fort“.

## Publikationen
Einige Bücher von ihm wurden auch ins Deutsche übersetzt. Eines seiner bekanntesten Werke ist C'est quoi la mort?, das in erster Linie das Leben zum Thema hat. Es ist ganz im Stil des Welterfolgs Der kleine Prinz von Antoine de Saint-Exupéry gehalten.
- Hier spricht Abbé Pierre. Kerle, Heidelberg 1956
- Anne Facérias und Daniel Facérias (Hrsg.): Abbé Pierre – Père Pedro. Pour un monde de justice et de paix. Presses de la renaissance, Paris 2004, ISBN 2-7509-0044-1 (Interviews und Gespräche mit Abbé Pierre)
- Mein Gott, warum? Fragen eines streitbaren Gottesmannes. dtv, München 2007, ISBN 3-423-24617-0
- Was ist das, der Tod? Ein Gespräch über den Sinn des Lebens. Tyrolia, Innsbruck 2012, ISBN 978-3-7022-3200-9.
- Memoiren eines unbeugsamen Christen. Tyrolia, Innsbruck 2013, ISBN 978-3-7022-3283-2

## Filmographie
- Sie zerbrachen nicht (Les Chiffonniers d'Emmaüs) (1955), Spielfilm 1955, Regie: Robert Darène
- Hiver 54, l’abbé Pierre, Spielfilm, 1989, Frankreich, Regie: Denis Amar, Lambert Wilson als Abbé Pierre, Claudia Cardinale als Hélène (Hiver 54 in der Internet Movie Database)
- Abbé Pierre – Ein Leben für die Armen. Dokumentation, 2000, 30 Min., ein Film von Ralph Weihermann
- Tage und Nächte in Paris. Dokumentation, 60 Min., ein Film von Georg Stefan Troller, Produktion: SWR, WDR, Kick Film, Erstsendung: 1. Dezember 2004.[24]
- 2007: Paroles – Abbé Pierre, 2 × DVD PAL, séries d’entretiens avec l’Abbé Pierre. Rencontres avec Johnny Hallyday, Zinédine Zidane et le Dalai Lama. Edition Emmaüs Genève, Artémis Films Productions.
- Ein Leben für die Menschlichkeit – Abbé Pierre (Abbé Pierre – A Century of Devotion / L'Abbé Pierre – Une vie de combats) (2023), Regie: Frédéric Tellier